# 鉱石
鉱石（こうせき、礦石、英: ore）は、人間の経済活動にとって有用な資源となる鉱物、またはそれを含有する岩石。鉱石は鉱物や鉱物の集合体（岩石）のうち特に資源として有用なものを指すが、歴史的には18世紀から20世紀初頭にかけて発見された元素の多くが鉱物から単離、発見された経緯があり、その文脈で「鉱石」との記述がみられる。

## 概要
国際鉱物学連合では鉱物（mineral substance）を「地球や地球外の天体で、地質作用を経て自然に生成した固体」と定義しており、この粒子（鉱物）の集合体を岩石という。そして、この鉱物や鉱物の集合体（岩石）のうち、人の生活上役に立つもの、特に資源として有用なものを鉱石という。このような定義から鉱石の範囲は時代によって変化があり、例えば亜炭（炭化度の低い石炭）は採掘して燃料などに用いられたが、時代が下るとともに利用されなくなったため鉱石とは呼ばれなくなった。
鉱石は特定の有用鉱物を多く含み、銅が多ければ銅鉱石、ニッケルが多ければニッケル鉱石などと呼ばれる。鉱石は構成される元素によって金属鉱石と非金属鉱石に分けられるが、有用なもののみで構成されることは極めて少なく、通常は不純物として無用な鉱物や元素を多く混在させている。鉱石を掘り起こした段階では不純物が多く含まれ、例えば銅鉱石の場合でも銅の含有率は0.1-2%ほどしかない。鉱石を掘り起こす鉱床の選定にあたっては、地質調査により経済性や安全性が高い場所が選ばれる。

## 鉱石鉱物
鉱石鉱物（こうせきこうぶつ、ore mineral）は、鉱石を構成する有用鉱物のこと。鉱床に産する不要部分は脈石といい、脈石を構成する鉱物は脈石鉱物という。
主な鉱石鉱物には、次のようなものがある。
- 金鉱石 - 自然金（Au）
- 銀鉱石 - 自然銀（Ag）、針銀鉱・輝銀鉱（Ag2S）、濃紅銀鉱（Ag3SbS3）
- 銅鉱石 - 黄銅鉱（CuFeS2）、斑銅鉱（Cu5FeS4）、輝銅鉱（Cu2S）、孔雀石（Cu2(CO3)(OH)2）
- 鉛鉱石 - 方鉛鉱（PbS）
- ビスマス鉱石 - 輝蒼鉛鉱（Bi3S3）、自然蒼鉛（Bi）
- スズ鉱石 - 錫石（SnO2）
- アンチモン鉱石 - 輝安鉱（Sb2S3）
- 水銀鉱石 - 辰砂（HgS）、自然水銀（Hg）
- 亜鉛鉱石 - 閃亜鉛鉱（ZnS）
- 鉄鉱石 - 磁鉄鉱（FeFe3+2O4）、赤鉄鉱（Fe2O3）、褐鉄鉱（FeO(OH)）
- クロム鉱石 - クロム鉄鉱（FeCr2O4）
- マンガン鉱石 - 軟マンガン鉱（MnO2）、菱マンガン鉱（MnCO3）
- タングステン鉱石 - 灰重石（CaWO4）、鉄重石（FeWO4）
- モリブデン鉱石 - 輝水鉛鉱（MoS2）
- ヒ素鉱石 - 硫砒鉄鉱（FeAsS）
- ニッケル鉱石 - 硫鉄ニッケル鉱（(Fe,Ni)9S8）
- コバルト鉱石 - 輝コバルト鉱（CoAsS）
- ウラン鉱石 - 閃ウラン鉱（UO2）、燐灰ウラン石（Ca(UO2)2(PO4)2・10-12H2O）
- トリウム鉱石 - モナズ石（CePO4）
- リン鉱石
- 硫黄鉱石 - 黄鉄鉱（FeS2）
- バリウム鉱石 - 重晶石（BaSO4）
- カルシウム鉱石 - 方解石・霰石（CaCO3）
- マグネシウム鉱石 - 菱苦土石（MgCO3）、苦灰石（CaMg(CO3)2）
- ストロンチウム鉱石 - ストロンチアン石（SrCO3）
- ベリリウム鉱石 - 緑柱石（Be3Al2Si6O18）
- アルミニウム鉱石（ボーキサイト、氷晶石）
- チタン鉱石 - ルチル（TiO2）、チタン鉄鉱（FeTiO3）

## ギャラリー

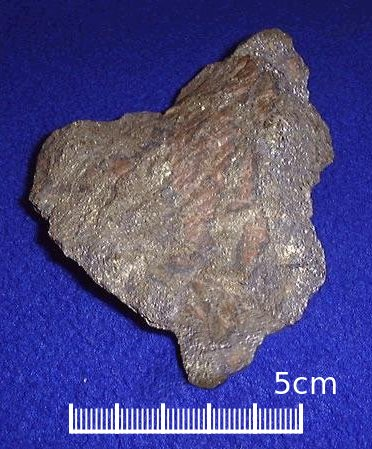
金鉱石
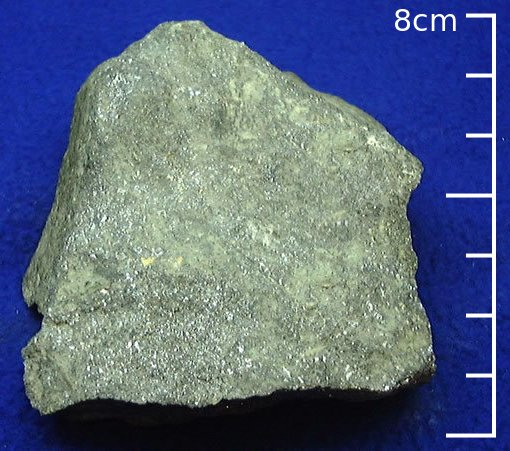
鉛鉱石
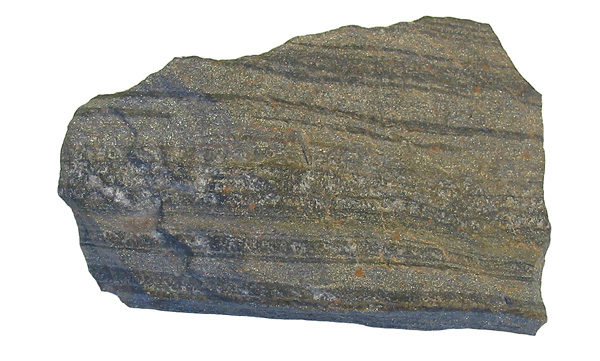
鉄鉱石
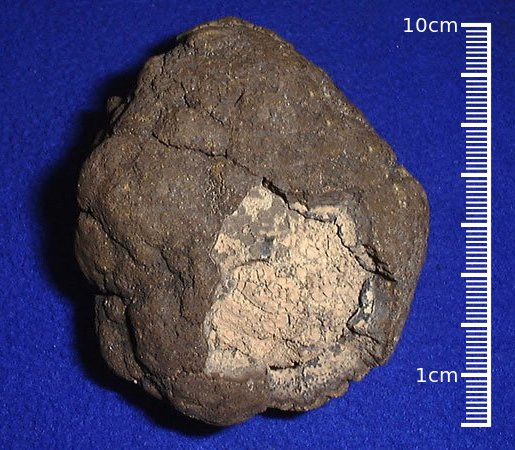
マンガン鉱石
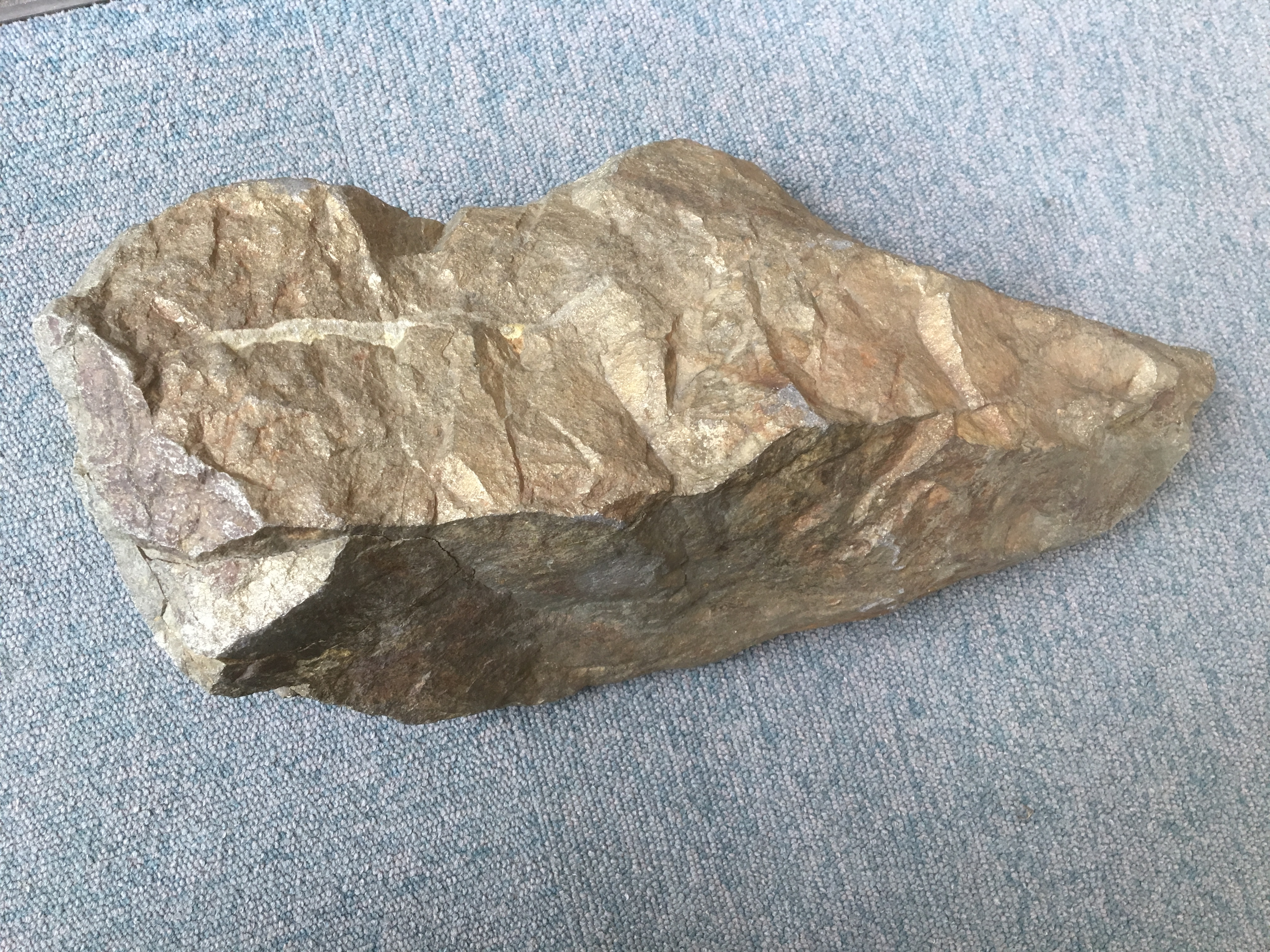
硫化鉄鉱石